# В'язівське-Водяне
В'язівське-Водяне — село в Україні, у Юр'ївській селищній громаді Павлоградського району Дніпропетровської області. Населення за переписом 2001 року становить 3 особи.

## Географія
Село В'язівське-Водяне розташоване на правому березі річки Мала Тернівка, вище за течією на відстані 1,5 км розташоване село Призове, нижче за течією на відстані 0,5 км розташоване село Долина, на протилежному березі — село Вербуватівка. Село знаходиться на березі великого штучного озера.

## Історія
У 2016 - 2020 роках перебувало у складі Варварівської сільської громади.
12 червня 2020 року, відповідно до розпорядження Кабінету Міністрів України № 709-р «Про визначення адміністративних центрів та затвердження територій територіальних громад Дніпропетровської області», увійшло до складу Юр'ївської селищної громади.
19 липня 2020 року, в результаті адміністративно-територіальної реформи та ліквідації Юр'ївського району, село увійшло до складу Павлоградського району.

## Інтернет-посилання
- Погода в селі Призове [Архівовано 7 червня 2016 у Wayback Machine.]